# Adler's Appetite
Adler's Appetite é uma banda de rock americana.

## História
Após ser demitido do Guns N' Roses, em 1990, devido a seu envolvimento com as drogas, Steven Adler trabalhou em um número de projetos, reformando a banda Road Crew, com membros da banda Vain. Adler integrou brevemente o grupo BulletBoys, antes de entrar numa banda, em 2003, formada pelo anteriormente guitarrista da banda Slash's Snakepit Keri Kelli, que também consistiu do guitarrista Brent Muscat, da banda Faster Pussycat, e o ex-baixista da banda Ratt, Robbie Crane, bem como do ainda membro da Ratt Jizzy Pearl.
Lançaram seu primeiro EP, o Adler's Appetite EP em 2005.

## Membros
- Steven Adler – bateria, percussão (2003–2006, 2007–presente)
- Michael Thomas – guitarra rítmica (2004 (de turnê), 2005–2006, 2007–presente)
- Chip Z'nuff – baixo (2005–2006, 2007–presente)
- Patrick Stone – vocais (2011–presente)
- Lonnie Paul – guitarra solo (2011–presente)Referências

1. ↑  «Steven Adler | Biography & History | AllMusic». AllMusic. Consultado em 5 de novembro de 2018
2. ↑  «Steven Adler: 'I'm Finally Starting To Get The Recognition That I Deserve' | Interviews @ Ultimate-Guitar.Com». 25 de setembro de 2011. Consultado em 5 de novembro de 2018
3. ↑  «Steven Adler Goes From Guns To Bullets While Ex-Guns Remain Active». MTV News (em inglês)
4. ↑  «BLABBERMOUTH.NET - Former ADLER'S APPETITE Members Claim Ownership Of Band's Name, Threaten Legal Action». 6 de junho de 2011. Consultado em 5 de novembro de 2018
5. ↑  «BLABBERMOUTH.NET - Former GUNS N' ROSES Drummer Chooses Name For New Project». 6 de junho de 2011. Consultado em 5 de novembro de 2018